# Forcipomyia nana
Forcipomyia nana är en tvåvingeart som först beskrevs av John William Scott Macfie 1939.  Forcipomyia nana ingår i släktet Forcipomyia och familjen svidknott. Inga underarter finns listade i Catalogue of Life.